# Dusona graptor
Dusona graptor är en stekelart som beskrevs av Hinz 1985. Dusona graptor ingår i släktet Dusona och familjen brokparasitsteklar. Inga underarter finns listade i Catalogue of Life.